# Taylor Gang Entertainment
Taylor Gang Ent. est un label indépendant américain, un supergroupe et une société spécialisée en management, en production et dans le cinéma, situé à Pittsburgh, en Pennsylvanie, fondé par le rappeur Wiz Khalifa. 
Le label compte des artistes comme Chevy Woods, Berner, Project Pat, Ty Dolla $ign, Tuki Carter, J.R. Donato, Courtney Noelle, et Juicy J (gagnant d'un Academy Award et membre des Three 6 Mafia également A&R du label),. Le côté production de la société compte Sledgren, Ricky P et Cozmo.

## Histoire

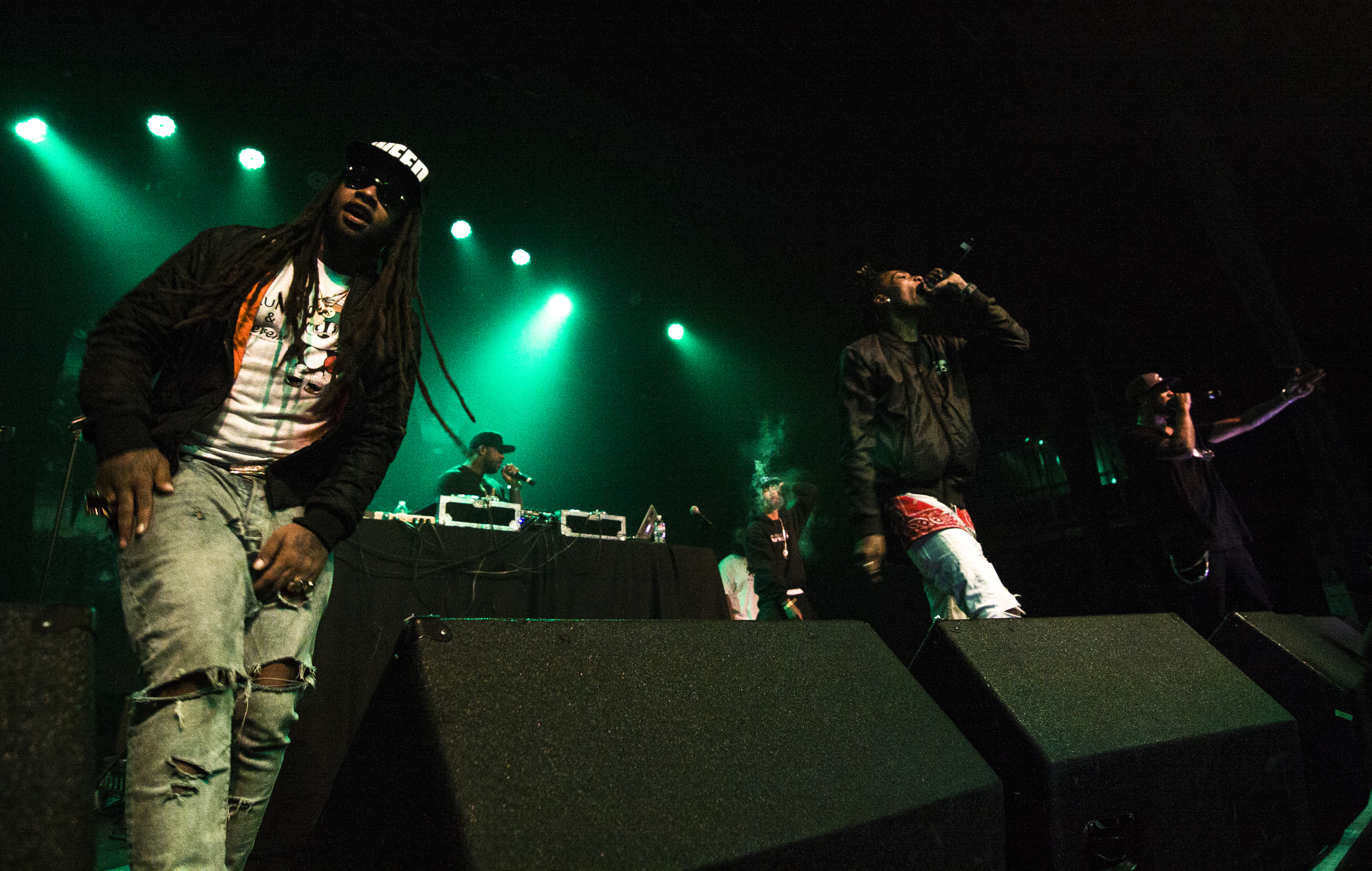
Ty Dolla Sign (gauche) et Chevy Woods (droite) sur scène avec le fondateur Wiz Khalifa en décembre 2013.

The Taylor Gang est cité pour la première fois en 2006 pour décrire les fans de Wiz Khalifa. Taylor Gang Ent. est fondé en 2008 par Khalifa,. Le nom du label s'inspire de son lieu d'étude, le Taylor Allderdice High School, et de sa passion pour les converses Chuck Taylor All-Star,. 
Taylor Gang Ent. devient d'abord une fan base de Khalifa. L'entité devient ensuite un label, et se spécialise en management, à la production et dans le cinéma. Chevy Woods, Berner, Courtney Noelle et Tuki Carter signent au label en 2011,,. En décembre 2012, Juicy J se joint à la société,. En 2013, Ty Dolla $ign se joint également à la société. En 2014, J.R. Donato signe au label. En mars 2016, le rappeur de Houston SosaMann rejoint le label.
Le label sert également de supergroupe et annonce la publication d'un album en 2016.

## Membres
Les membres actuels du label incluent : Wiz Khalifa, Juicy J, Berner, Chevy Woods, Courtney Noelle,, J.R. Donato, Ty Dolla $ign, Project Pat, Tuki Carter, SosaMann et Raven Felix. Les producteurs du label sont Sledgren,, Ricky P, TM88 et Cozmo.